# Karlmann Beyschlag
Karlmann Beyschlag (* 9. März 1923 in Berlin; † 1. Februar 2011 in Erlangen) war ein deutscher evangelischer Theologe und Kirchenhistoriker sowie Lehrstuhlinhaber.

## Leben
Als Sohn von Johanna Beyschlag, geborene Mayweg, und des Ingenieurs und ordentlichen Professors für Aufbereitung und Brikettierung an der TU Berlin Rudolf Beyschlag (1891–1961), Enkel des Berliner Geologen Franz Beyschlag († 1935) und Urenkel des Hallensischen Theologen Willibald Beyschlag (1823–1900) wuchs Beyschlag in den ersten Jahren der Weimarer Republik in Berlin auf. Von 1941 bis 1945 leistete er Kriegsdienst in Nordafrika, Russland und Frankreich. Von 1945 bis 1946 war er in Kriegsgefangenschaft.
Von 1946 bis 1951 studierte er Evangelische Theologie an der Theologischen Schule in Bethel (Bielefeld) sowie an den Universitäten in Erlangen und Marburg. 1951 bis 1953 leistete er Pfarramtlichen Hilfsdienst in Hessen (Evangelische Landeskirche von Kurhessen-Waldeck). 1953 wurde er mit einer Arbeit über die Bergpredigt bei Franz von Assisi und Martin Luther in Erlangen zum Dr. theol. promoviert, anschließend Repetent für Neues Testament und Assistent am Seminar für Allgemeine Kirchengeschichte. 1955 habilitierte er sich bei Walther von Loewenich in Erlangen für Historische Theologie (Kirchengeschichte) und wurde in Eschwege ordiniert. Ab 1957 lehrte er als Privatdozent bzw. außerplanmäßiger Professor (ab 1963) für Kirchengeschichte. Von 1971 bis 1988 war er ordentlicher Professor für Historische Theologie (Ältere Kirchengeschichte) an der Universität Erlangen-Nürnberg und Vorstand des Seminars für Allgemeine Kirchengeschichte. 1979 bis 1981 amtierte er als Dekan der Theologischen Fakultät. Er wirkt zudem als Mitvorstand des Seminars für Reformationsgeschichte.
Karlmann Beyschlag war seit 1951 verheiratet mit Anna-Katharina Beyschlag, geborene Bode. Gemeinsam hatten sie die zwei Kinder Wolfram Beyschlag (* 1953), der Biologe wurde, und Ursula.

## Leistungen
Als lutherisch, biblisch und seelsorglich orientierter Kirchenhistoriker prägte Beyschlag mit Reinhard Slenczka (1931–2022), Manfred Seitz (1928–2017), Niels-Peter Moritzen (1928–2017) und Ingetraut Ludolphy (1921–2014) mehrere Generationen von Studenten und gewann sie für die Beschäftigung mit Patristik und Bibel. Zusammen mit Manfred Seitz initiierte er sogenannte „Lebenswort-Gruppen“, die das spirituelle Leben der Theologiestudenten in Blick hatten, u. a. durch wöchentliche memoratio et meditatio eines Bibelverses. Darüber hinaus setzte er sich bei seinen Studenten ein für eine Inblicknahme der Erlanger Schule (Adolf Harleß, Johann Wilhelm Friedrich Höfling, Gottfried Thomasius, Hermann Olshausen und Johann Christian Konrad von Hofmann) und der Erlanger theologischen Traditionen (Theodor Zahn, Franz Delitzsch, Franz Hermann Reinhold von Frank, Theodosius Harnack u. a.). Dabei hatte er eine Einbettung der Theologie in die Kirche im Blick und wagte ab 1982 in der Tradition von Adolf von Harnack und Reinhold Seeberg als erster wieder ein profiliertes Panorama der Dogmengeschichte in ökumenischer Perspektive (Grundriß der Dogmengeschichte). Neben diesem ist Beyschlags wissenschaftliches Vermächtnis die monumentale Darstellung der Erlanger Theologie (1993). Ab 1991 fungierte er als Herausgeber des Homiletisch-Liturgischen Korrespondenzblatt Neue Folge (Flacius Verlag Fürth).
Seine Offenheit für Begegnungen und die Unterstützung konservativer Ausbildungsstätten (Geistliches Rüstzentrum Krelingen, Albrecht-Bengel-Haus Tübingen, Lutherische Theologische Hochschule Oberursel u. a.) ist für ihn ebenso charakteristisch wie seine markant-unkonventionelle, den eigenen Standpunkt offensiv kennzeichnende Lehre jenseits von Klischees. Kirchenkritisch beklagte er die Vorwegnahme der Eschatologie, eine Loslösung von Bibel und Bekenntnis in kirchlich-theologischen Urteilen und mahnte eine profilierte Bildung gegenüber bloßer Information an. Er sah sich dem Erbe von Werner Elert, Hermann Sasse und Paul Althaus verpflichtet. Seit dem Ende der 1970er Jahre führte er eine intensive Korrespondenz mit dem Neuendettelsauer Alttestamentler Martin Wittenberg. Neben der Bergpredigt, Franz von Assisi, Martin Luther und Gotthold Ephraim Lessing widmete er sich Studien zu Simon Magus, Clemens Romanus und Dag Hammarskjöld. 2001 wurde er in Oberursel mit dem Hermann-Sasse-Preis der SELK ausgezeichnet.

## Veröffentlichungen (Auswahl)
- Die Bergpredigt und Franz von Assisi. 1955.
- In der Welt – nicht von der Welt. 1964.
- Clemens Romanus und der Frühkatholizismus. 1966.
- Vom Urchristentum zur Weltkirche. 1967 ff.
- Gotthold Ephraim Lessing, Theologische und philosophische Schriften. 1967.
- Die verborgene Überlieferung von Christus. 1969.
- Simon Magus und die christliche Gnosis. 1974.
- Evangelium als Schicksal. 1979.
- Grundriß der Dogmengeschichte:
  - Band 1: Gott und Welt. Wissenschaftliche Buchgesellschaft, Darmstadt 1982, ISBN 3-534-04610-2.
  - Band 1: Gott und Welt. neubearbeitete und erweiterte Auflage. Wissenschaftliche Buchgesellschaft, Darmstadt 1988, ISBN 3-534-04610-2. (Japanische Übersetzung 1996)
  - Band 2: Gott und Mensch. Teil 1: Das christologische Dogma. Wissenschaftliche Buchgesellschaft, Darmstadt 1991, ISBN 3-534-08088-2. (Japanische Übersetzung 1997)
  - Band 2: Gott und Mensch. Teil 2: Die abendländische Epoche. Wissenschaftliche Buchgesellschaft, Darmstadt 2000, ISBN 3-534-11166-4.
- In Sachen Althaus/Elert. Einspruch gegen Berndt Hamm. In: Homiletisch-Liturgisches Korrespondenzblatt. Neue Folge 8, 1990/1991, S. 153–172.
- Die Erlanger Theologie (= Einzelarbeiten aus der Kirchengeschichte Bayerns. Band 67). Erlangen 1993, ISBN 3-87513-086-3.
- Dag Hammarskjold. Grandi mistici. Bologna 2016, ISBN 978-88-10-51510-5.